# Даль, Ингрид
Ингрид Даль (норв. Ingrid Dahl; род. 26 марта 1964) — норвежская шахматистка, международный мастер среди женщин (1990).

## Биография
В 1987 году в Слупске Ингрид Даль в составе сборной Норвегии победила в командном розыгрыше кубка Северных стран. В 1990 году в Куала-Лумпуре она участвовала в межзональном турнире по шахматам, в котором заняла 17-е место.
Представляла сборную Норвегии на крупнейших командных шахматных турнирах:
- 6 шахматных олимпиад (1982—1984, 1988—1994);
- 1-й командный чемпионат Европы по шахматам среди женщин (1992) в г. Дебрецене.

В 1990 году была удостоена ФИДЕ звания международного мастера среди женщин (WIM). Стала первой шахматисткой Норвегии, которая была удостоена этого звания.
Начиная с 1994 года Ингрид Даль редко принимает участие в шахматных турнирах, которые организует ФИДЕ.

## Изменения рейтинга
| Графики недоступны из-за технических проблем. См. информацию на Фабрикаторе и на mediawiki.org. |